# Колендович, Роберт
Роберт Колендович (пол. Robert Kolendowicz; род. 26 сентября 1980, Познань) — польский футболист, полузащитник; тренер.

## Клубная карьера
Родившийся в городе Познань Роберт Колендович начинал играть в футбол в различных местных командах. В 1997 году он стал игроком клуба «Амика Вронки», а через год вернулся в Познань, в главную команду города «Лех». 17 октября 1998 года Колендович дебютировал в Первой лиге, выйдя на замену на 65-й минуты победного (4:0) домашнего матча против «Заглембе» из Любина. Появившись ещё в 2-х матчах того турнира Колендович в начале 1999 года перешёл в познанскую «Варту». В том же году он перебрался в бельгийский «Генк».
В 2000 году Колендович перешёл в «Белхатув», где впервые отличился забитым мячом 25 апреля 2001 года во встрече с «Дольцаном», Колендович вышел на замену в самой концовке матча и забил на 90-й минуте, оформив итоговую победу своей команды со счётом 4:0. Начало сезона 2001/02 Колендович провёл в Первой лиге в составе «Дискоболии» на правах аренды, однако вскоре вернулся в «Белхатув», за который в общей сложности провёл 116 матчей и забил 8 голов.
В январе 2005 года Колендович подписал контракт сроком на 2,5 года с клубом «Корона». В сезоне 2004/05 «Корона» выиграла Вторую лигу и получила повышение в Первую, но в Первой лиге Колендович редко появлялся на поле в матчах чемпионата. Летом 2006 года он подписал трёхлетний контракт с клубом «ЛКС Лодзь». В новой команде Колендович быстро завоевал себе место в стартовом составе.
В начале 2007 года за 250 тысяч злотых Колендович перешёл в любинский «Заглембе», который в том сезоне стал чемпионом Польши. Команду он покинул в конце 2009 года, когда истёк его контракт. В начале 2010 года он стал футболистом «Одры», которая по итогам чемпионата покинула Экстракласу. Потом в течение трёх лет он был игроком «Погони» из Щецина, вместе с которой в сезоне 2011/12 он добился повышения в Экстракласу. С середины 2013 года Колендович — игрок «Флоты».

## Карьера в сборной
Роберт Колендович дебютировал в составе сборной Польши 6 декабря 2006 года в товарищеском матче против сборной ОАЭ, проходившем в Абу-Даби. На этом его выступления за главную национальную команду закончились.